# التگلینیک
التگلینیک (به آلمانی: Altglienicke) یک سکونتگاه مسکونی در آلمان است که در Treptow-Köpenick واقع شده‌است.

## خصوصیات
التگلینیک ۲۶٬۱۰۱ نفر جمعیت دارد.